# Chloroclystis elaiachroma
Chloroclystis elaiachroma là một loài bướm đêm trong họ Geometridae.